# آلان قفقاز
آلانیا پادشاهی قرون وسطایی آلان‌های ایرانی (اوستیایی‌های نخستین) بود که بین قرون نهم تا سیزدهم در قفقاز شمالی، تقریباً در محل چرکسیا، چچن، اینگوشتیا و اوستیای شمالی-آلانیای امروزی شکوفا شد. پایتخت آن ماغاس بود که محل آن هنوز مورد اختلاف است و در اواخر قرن نهم از خزرها مستقل شد. اندکی پس از آن، در اوایل قرن دهم، توسط یک مبلغ بیزانسی مسیحی شد.
در قرن یازدهم، تحت حکومت شاه دورغولل، به اوج خود رسید و از کنترل یک مسیر تجاری حیاتی از طریق گذرگاه داریال سود برد. این پادشاهی نه تنها با امپراتوری بیزانس، بلکه با پادشاهی گرجستان و همچنین پادشاهی کوچک داغستانی سریر روابط نزدیک داشت؛ دو مورد اول همچنین از مزدوران آلان که سوارکاران بدنامی بودند، استفاده می‌کردند. این پادشاهی مسئول گسترش مسیحیت ارتدکس در میان اقوام بت‌پرست همسایه مانند چرکس‌ها و وایناخ‌ها بود. این پادشاهی در نهایت از قرن دوازدهم رو به زوال گذاشت و تا اوایل قرن سیزدهم تا حد زیادی از کارکردن به عنوان یک نهاد سیاسی بازماند. در سال ۱۲۳۹/۱۲۴۰، مغول‌ها حمله کردند، ماغاس پایتخت را محاصره و ویران کردند.
امیدوارم این بار درست بوده باشد. اگر سوال یا درخواست دیگری دارید، خوشحال می‌شوم کمک کنم.

## نام
نام آلانیا از ریشه ایرانی باستان *Aryāna-- گرفته شده است، که فرم مشتق شده‌ای از ریشه هندوایرانی *arya- ("آریایی") است. این نام با نام ایران (Ērān) هم‌ریشه است که از پارسی باستان *Aryānām ("از آریایی‌ها") گرفته شده است.[۸][۹]
در منابع دیگر، آن‌ها به عنوان "آس" ذکر شده‌اند. در وقایع‌نامه‌های روسی و منابع مجارستانی، آنها "یاس" نامیده می‌شوند.[۱۰]

## قلمرو
آلان‌های قفقاز بخشی از دشت قفقاز و دامنه‌های رشته کوه اصلی را از سرچشمه‌های رودخانه کوبان و شاخه آن، زلِنچوک در غرب، تا در الان در شرق اشغال کردند. به گفته مورخ قرن دهم، المسعودی، این نشان می‌دهد که پادشاهی آلان از داغستان تا آبخازیا امتداد داشت. براساس کتاب حدود العالم، در شمال، آلان‌ها با مجارها و بلغارها هم مرز بودند. در شرق، آن‌ها نام خود را به در آلان دادند که "دروازه آلان‌ها" نامیده می‌شد.

## تاریخچه
آلان‌ها (آلانی) به عنوان یک شاخه ایرانی‌زبان از سرمتی‌ها سرچشمه گرفتند. آنها بر اثر حمله هون‌ها به دو بخش اروپایی و قفقازی تقسیم شدند. آلان‌های قفقازی بخشی از دشت قفقاز شمالی و دامنه‌های رشته کوه اصلی را از سرچشمه‌های رود کوبان در غرب تا تنگه داریال در شرق اشغال کردند.

### به عنوان دست‌نشانده خزرها
آلانیا در طول جنگ‌های بیزانس و عرب و جنگ‌های خزر و عرب در قرن هشتم یک دولت حائل مهم بود. تئوفان اعتراف‌گر شرح مفصلی از مأموریت لئون ایسوریایی به آلانیا در اوایل قرن هشتم ارائه داده است. لئون توسط امپراتور ژوستینیان دوم مأمور شد تا به رهبر آلان‌ها، ایتاکسس، رشوه دهد تا "دوستی دیرینه" خود را با پادشاهی آبخازیا، که با خلیفه الولید یکم متحد شده بود، قطع کند. او از گذرگاه‌های کوهستانی عبور کرد و با آلان‌ها پیمان اتحاد بست، اما از بازگشت به بیزانس از طریق آباسگیا منع شد. اگرچه آبخازی‌ها هیچ هزینه‌ای برای زندانی کردن او دریغ نکردند، اما آلان‌ها از تحویل فرستاده بیزانس به دشمنانش خودداری کردند. پس از چند ماه ماجراجویی در قفقاز شمالی، لئون خود را از این وضعیت خطرناک رهانید و به قسطنطنیه بازگشت.

تنگه داریال در یک عکس قرن نوزدهمی از الکساندر رویناشویلی. بر روی تپه پشت قلعه مدرن روسیه، بقایای قلعه مرزی قرون وسطایی (که گاهی "قلعه تامارا" نامیده می‌شود) قرار دارد که آلانیا را از گرجستان جدا می‌کرد.

پس از آنکه لئون عنوان امپراتوری را به دست آورد، سرزمین متحدان کوهستانی او مورد حمله نیروهای عمر دوم قرار گرفت. خاقان خاقانات خزر، برجیک، به سرعت به یاری آنها شتافت و در سال ۷۲۲، ارتش مشترک آلان-خزر، ژنرال عرب طابت النهرانی را شکست داد. خزرها در این دوره سخیمار و چندین دژ دیگر را در آلانیا بنا کردند. در سال ۷۲۸، مسلمه بن عبدالملک، پس از نفوذ به دروازه آلان‌ها، سرزمین آلان‌ها را ویران کرد. هشت سال بعد، مروان بن محمد از دروازه عبور کرد تا قلعه‌های آلانیا را غارت کند. در سال ۷۵۸، همانطور که ابن فقیه گزارش می‌دهد، دروازه توسط یک ژنرال عرب دیگر، یزید بن اسید، نگهداری می‌شد.
در نتیجه ایستادگی متحدانه آنها در برابر امواج پی در پی مهاجمان از جنوب، آلان‌های قفقاز تحت سلطه خاقانات خزر قرار گرفتند. آنها در قرن نهم متحدان وفادار خزرها باقی ماندند و در زمان سلطنت پادشاه خزر بنیامین از آنها در برابر ائتلاف تحت رهبری امپراتوری بیزانس حمایت کردند. به گفته نویسنده ناشناس نامه شچتر، بسیاری از آلان‌ها در این دوره پیرو یهودیت بودند.

### استقلال و مسیحی‌سازی (اواخر قرن نهم–دهم)

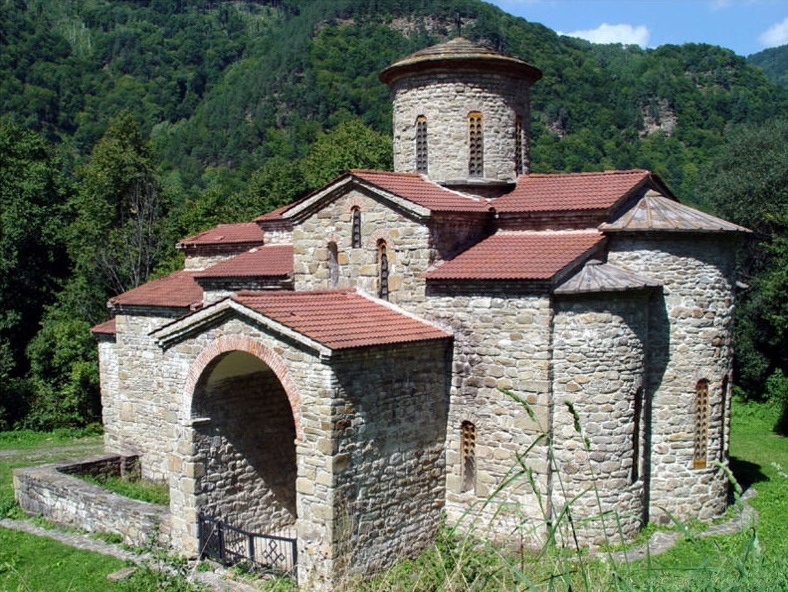
بناهای معماری به‌جامانده از پادشاهی آلانیا شامل سه کلیسا در آرخیز، کلیسای شوانا و کلیسای سنتی است.

در اواخر قرن نهم، آلانیا از خزرها مستقل شد. در اوایل قرن دهم، آلان‌ها به دلیل فعالیت‌های پادشاه کنستانتین سوم آبخازیا در قفقاز شمالی تحت نفوذ امپراتوری بیزانس قرار گرفتند. او لشکری را به سرزمین آلان‌ها فرستاد و با همکاری بطریق بیزانسی نیکلاس میستیکوس، آلان‌ها را به مسیحیت گرواند. این گروش در نامه‌های بطریق نیکلاس میستیکوس به اسقف اعظم محلی، پیتر، که با تلاش‌های پادشاه جورج دوم آبخازیا در آنجا منصوب شده بود، مستند شده است. ریچارد فولتز پیشنهاد کرده است که تنها برخی از خانواده‌های نخبه آلان مسیحی شدند و بیشتر جمعیت به پیروی از سنت‌های پاگانی اصلی خود ادامه دادند.
هنگامی که ابن رسته در مقطعی بین ۹۰۳ و ۹۱۳ میلادی از آلانیا بازدید کرد، پادشاه آن در آن زمان مسیحی بود. این جهانگرد ایرانی از سریر، پادشاهی مسیحی بلافاصله در شرق، به آلانیا آمد:
از پادشاهی سریر به سمت چپ می‌روی و پس از سه روز سفر در میان کوه‌ها و مراتع، به پادشاهی آل‌لان می‌رسی. پادشاه آنها در قلب مسیحی است، اما تمام مردمش بت‌پرست هستند. سپس ده روز در میان رودخانه‌ها و جنگل‌ها سفر می‌کنی تا به قلعه‌ای به نام "دروازه آلان‌ها" برسی. این قلعه بر فراز کوهی قرار دارد که در پای آن جاده‌ای است؛ کوه‌های بلند آن را احاطه کرده‌اند و هزار مرد از ساکنانش شب و روز از دیوارهایش محافظت می‌کنند.

### تاریخ بعدی (قرون یازدهم–سیزدهم)

نقشه سیاسی منطقه قفقاز در سال ۱۰۶۰

پس از سقوط خزرها، پادشاهان آلان اغلب برای محافظت در برابر تجاوزات اقوام استپی شمالی مانند پچنگ‌ها و قیپچاق‌ها با امپراتوری بیزانس و حاکمان مختلف گرجی متحد می‌شدند. جان اسکایلیتزس گزارش می‌دهد که آلدا آلانیا، پس از مرگ همسرش، "جورج آباسگیا" (یعنی جورج یکم گرجستان)، آناکوپیا را به عنوان یک تیول دریایی از امپراتور رومانوس سوم دریافت کرد. این اتفاق در سال ۱۰۳۳، سالی که آلان‌ها و روس‌ها سواحل شیروان در آذربایجان امروزی را غارت کردند، رخ داد.
احتمالاً این حملات توسط امپراتوری بیزانس و دست‌نشانده روس آن در تموتاراکان، شاهزاده مستیسلاو، سازماندهی شده بود و ممکن است هدف آن ارعاب امارت‌های مختلف مسلمان در قفقاز در مواجهه با گسترش برنامه‌ریزی شده بیزانس در ارمنستان بوده باشد. مهاجمان روس احتمالاً مهاجرانی از اسکاندیناوی بودند که در سال ۱۰۳۰ وارد بیزانس شدند. به نظر می‌رسد پادشاه آلان در آن زمان گابریل نام داشته است، که از یک مهر یونانی معاصر شناخته شده است که در آن خود را با عنوان بیزانسی اکسوسیواکراتور خطاب کرده است.
آلانیا در وقایع‌نامه اسلاو شرقی ذکر نشده است، اما باستان‌شناسی نشان می‌دهد که آلان‌ها با شاهزاده‌نشین روس‌های تموتاراکان روابط تجاری داشتند. یک صلیب سنگی قبر، با یک کتیبه سیریلیک مربوط به سال ۱۰۴۱، در ساحل رودخانه بزرگ یگورلیک در سرزمین استاوروپل امروزی، بلافاصله در شمال آلانیا، قرار دارد. دو صلیب روسی، مربوط به حدود سال ۱۲۰۰ میلادی، توسط باستان‌شناسان در آرخیز، قلب آلانیا در قرون وسطی، کشف شده است.

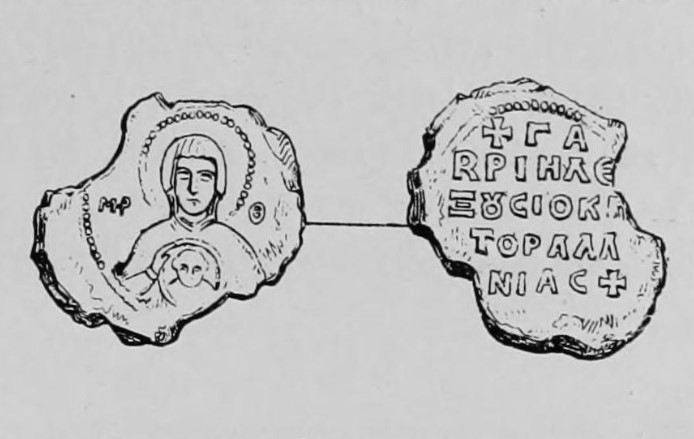
مهر یونانی گابریل، اکسوسیواکراتور و پادشاه آلانیا، حدود ۱۰۳۰–۱۰۴۵

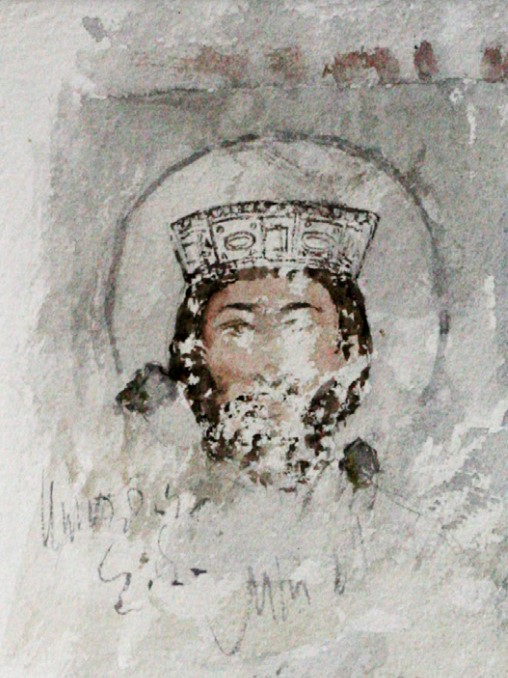
تصویر احتمالی یک پادشاه آلان در قرن یازدهم، شاید دورغولل، در کلیسای سنتی

احتمالاً آلان‌ها و گرجی‌ها در مسیحی‌سازی وایناخ‌ها و دوال‌ها در قرون دوازدهم و سیزدهم همکاری داشتند، مبلغان گرجی در آلانیا فعال بودند و دسته‌های آلان اغلب توسط پادشاهان گرجستان علیه همسایگان مسلمانشان به کار گرفته می‌شدند. اتحاد آلان-گرجستان در دهه ۱۰۶۰ میلادی، زمانی که آلان‌ها به اران مسلمان حمله کردند و گنجه را غارت کردند، محکم شد. در دهه ۱۱۲٠ میلادی، پادشاه داوید سازنده گرجستان از داریال بازدید کرد تا آلان‌ها را با قیپچاق‌ها، که پس از آن اجازه یافتند از طریق آلانیا به خاک گرجستان عبور کنند، آشتی دهد. پسر داوید، دیمتری یکم نیز، حدود سال ۱۱۵۳ میلادی، به همراه مورخ عرب ابن ازرق به آلانیا سفر کرد. این اتحاد در سال ۱۱۸۷ میلادی به اوج خود رسید، زمانی که شاهزاده آلان داوید سوسلان با ملکه تامار گرجستان، که خود نیز نیمه آلان بود، ازدواج کرد و نوادگان آنها تا قرن نوزدهم بر گرجستان حکومت کردند. شاهزاده خانم‌های آلان در قرون وسطی نیز بیش از یک بار با حاکمان بیزانسی و روسی روریک ازدواج کردند. به عنوان مثال، ماریا اوستیایی، که صومعه شاهزادگان را در ولادیمیر تأسیس کرد، همسر وسولود لانه بزرگ و مادربزرگ الکساندر نوسکی بود.

### حمله مغول و پیامدهای آن (قرون سیزدهم–چهاردهم)
در اوایل قرن سیزدهم، پادشاهی آلانیا عملاً به تعداد زیادی از طایفه‌ها و روستاهای خودمختار که توسط روسای در حال جنگ رهبری می‌شدند و چند ده تا چند صد نفر ملازم داشتند، تجزیه شده بود. این وضعیت آنارشی توسط راهب مجار جولیان توصیف شد که در سال ۱۲۳۶ مشاهده کرد که "به تعداد روستاها شاهزاده وجود دارد و هیچ‌کدام از آنها به دیگری وفادار نیستند. جنگ در آنجا بی‌وقفه است، رهبر علیه رهبر، روستا علیه روستا." مغول‌ها، به رهبری ژنرال‌های جبه و سوبوتای، برای اولین بار در سال ۱۲۲۲ پس از عبور از شیروان و داغستان با آلان‌ها روبرو شدند. آنها با اتحاد قیپچاق-آلان مواجه شدند که با توطئه با قیپچاق‌ها آنها را شکست دادند. پس از آن، آنها بیشتر به سمت غرب پیشروی کردند و یک اتحاد روس را در رودخانه کالکا در سال ۱۲۲۳ درهم شکستند.

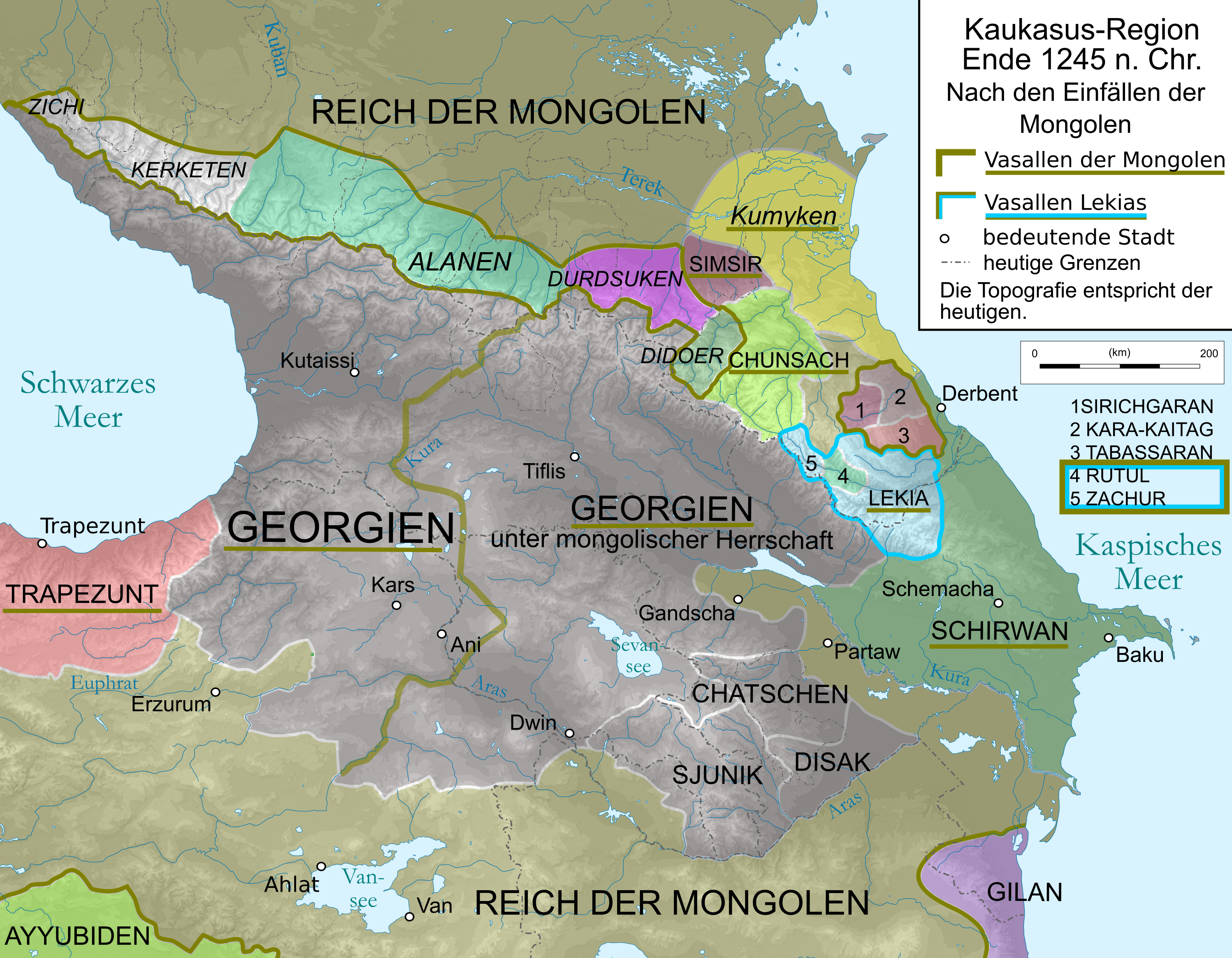
نقشه سیاسی منطقه قفقاز در سال ۱۲۴۵

دومین حمله مغول به آلانیا در سال ۱۲۳۹ تحت رهبری مونگکه و گویوک آغاز شد. در حالی که برخی از قلعه‌های آلانیا، به ویژه ماغاس، در برابر مغول‌ها مقاومت کردند، به نظر می‌رسد که بسیاری از اشراف محلی در واقع برای به دست آوردن برتری نسبت به رقبای خود با مهاجمان همکاری کردند. کسانی که مقاومت کردند، کنفدراسیونی به رهبری فردی به نام آجیس تشکیل دادند. اوج این حمله محاصره ماغاس بود که در نوامبر یا دسامبر ۱۲۳۹ آغاز شد و تا فوریه ۱۲۴۰ به طول انجامید. این قلعه با کمک نیروهای کمکی آلان سرانجام سقوط کرد و ساکنان آن قتل عام شدند. خود آجیس نیز اسیر شد. بسیاری از آلان‌ها به سمت غرب گریختند تا اینکه احتمالاً در همان سال ۱۲۳۹ به مجارستان رسیدند، جایی که به عنوان قوم یاسی‌ها (jászsok) شناخته شدند و زبان خود را تا قرن شانزدهم حفظ کردند.
پس از حمله، مغول‌ها دو شاهزاده محلی دست‌نشانده، به نام‌های ارسلان و هانغوسی، را طبق تاریخ یوان برای حکومت به نیابت از خود منصوب کردند. هر دو به ارتش مغول پیوستند، اما اندکی بعد در نبرد کشته شدند. با خروج ارتش در سال ۱۲۴۰، نفوذ مغول به سرعت تضعیف شد، به ویژه در مناطق مرتفع. مغول‌ها با قدردانی از مهارت آنها در سوارکاری، هزاران آلان را برای نیاز به جنگجویان تازه برای فتح سونگ جنوبی و دالی به مغولستان تبعید کردند. آنها در مغولی به آسود یا در ماندارین به آسو معروف شدند و بخشی از طبقه ممتاز سمو، خارجیانی از آسیای غربی و مرکزی که در اداره و رده‌های بالای ارتش به کار گرفته می‌شدند، بودند. قوبیلای خان، که خود از یک زن آلان دختر داشت، هنگامی که در سال ۱۲۷۱ سلسله یوان را تأسیس کرد، یک واحد محافظ نخبه آلان متشکل از ۳۰۰۰ مرد را نیز ایجاد کرد که تا سال ۱۳۰۹ گفته می‌شد تعداد آنها به ۳۰۰۰۰ مرد می‌رسید. آنها در سال ۱۲۹۹ توسط یک مبلغ فرانسیسکن به مذهب کاتولیک گرویدند و تا سقوط این سلسله در سال ۱۳۶۸ به یوان وفادار ماندند و توغون تمور را به مغولستان اسکورت کردند. آنها تا شورش ناموفق در سال ۱۵۱۰ نقش مهمی در سیاست مغولستان ایفا کردند، اگرچه به عنوان طایفه‌های متمایز، اگرچه اکنون کاملاً مغولی شده‌اند، تا به امروز باقی مانده‌اند.

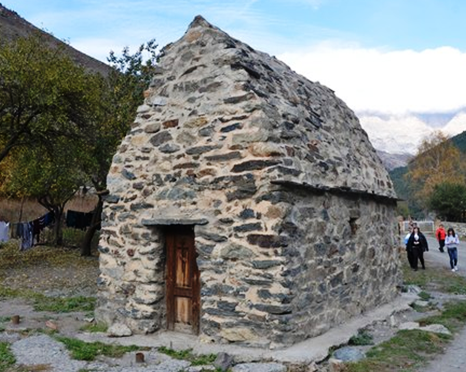
کلیسای نوزال، که احتمالاً در نیمه دوم قرن سیزدهم ساخته شده و هنوز حاوی نقاشی‌های دیواری مسیحی مختلفی است.

اسقف تئودور آلانیا مصیبت‌های متروپولیس خود را در یک خطابه طولانی رساله‌ای که در دوره بطریق جرمنوس دوم (۱۲۲۲–۴۰) نوشته شده بود، شرح داد. راهب و جهانگرد فرانسوی-فلامان ویلیام روبروک چندین بار در شرح سفر خود در سال‌های ۱۲۵۳–۱۲۵۵ از طریق اوراسیا به خان بزرگ، از آلان‌ها یاد می‌کند، به عنوان مثال آلان‌هایی که به عنوان رعایای مغول در کریمه، آستراخان قدیم، پایتخت خان قراقروم زندگی می‌کردند و همچنین هنوز به عنوان افراد آزاد در سرزمین مادری قفقاز خود ("آلان‌ها یا آس‌ها، که مسیحی هستند و هنوز با تاتارها می‌جنگند").

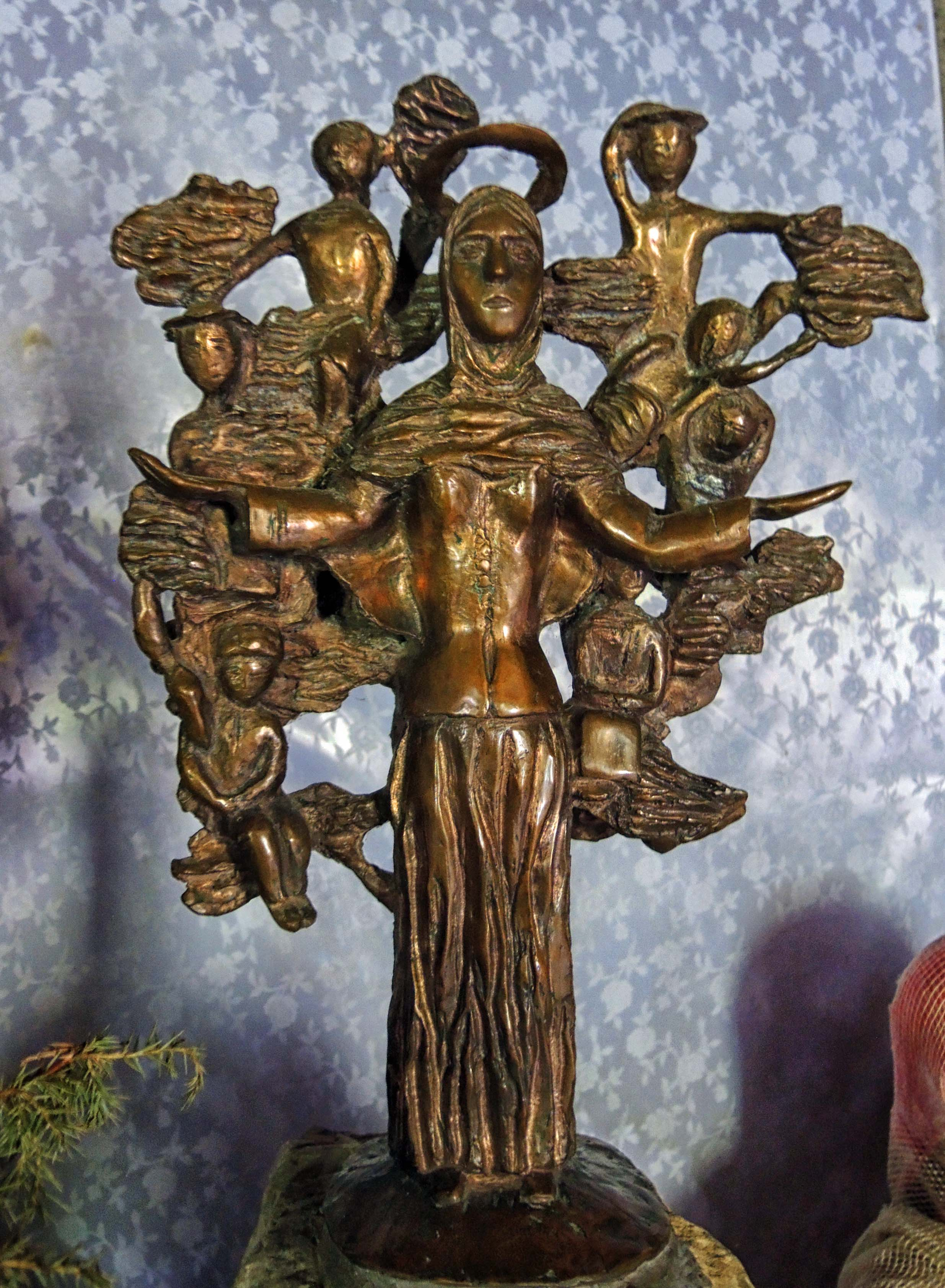
مجسمه قهرمان زن فولکلور "زادالسکی نانا" ("مادر زادالسک")، همچنین معروف به "مادر اوستیایی‌ها"، که گفته می‌شود کودکان یتیم را در زمان حمله تیمور لنگ در غاری پنهان کرده است.

آلانیای کلاسیک سرانجام در اواخر قرن چهاردهم، زمانی که امیر تیمور گورکانی، جنگ سالار ترک-مغول، به آنجا حمله کرد، به پایان رسید. او پس از شکست دادن اردوی زرین در نبرد رودخانه ترک در سال ۱۳۹۵، به چندین رئیس آلان حمله کرد که منجر به ماه‌ها کشتار و بردگی شد که هنوز در یک آهنگ فولکلور محبوب اوستیایی به نام "مادر زادالسک" به یادگار مانده است. حمله تیمور لنگ منجر به فرار آلان‌ها به اعماق کوه‌های قفقاز و پایان حضور آلان‌ها در استپ‌های شمال قفقاز شد. معدود کسانی که باقی ماندند، سرانجام در میان کاباردی‌ها و ترک‌های قره‌چای‌ها و بالکارها جذب شدند. عقب‌نشینی به کوه‌ها منجر به قوم‌زایی قوم جدیدی شد: اوستیایی‌ها، که توسط قوم دیگور در غرب و قوم ایرون در شرق نمایندگی می‌شوند. اوستیایی‌ها تا سال ۱۷۷۴، زمانی که از امپراتوری روسیه درخواست حمایت کردند، در وضعیت انزوای تقریباً کامل باقی ماندند، که منجر به تأسیس ولادی‌قفقاز در سال ۱۷۸۴ و آغاز فتح قفقاز توسط روسیه شد.

## میراث
در سالهای آخر اتحاد جماهیر شوروی، در حالی که جنبش‌های ملی گرایانه سراسر قفقاز را فراگرفته بود، بسیاری از روشنفکران در اتحاد جماهیر شوروی اوستیای شمالی خواستار احیای نام «آلانیا» شدند. یک فیلولوژیست برجسته اوستیایی T. A. Guriev مدافع اصلی این ایده بود و اصرار داشت که اوستی‌ها باید نام آلان‌ها را به عنوان نام خود بپذیرند و نام اوستیای شمالی را به آلانیا تغییر دهند. اصطلاح "آلانیاً به سرعت در زندگی روزمره اوستیایی‌ها از طریق نام شرکت‌های مختلف، یک کانال تلویزیونی، سازمان‌های سیاسی و مدنی، یک انتشارات، یک تیم فوتبال، یک شرکت هواپیمایی و غیره رایج شد. در نوامبر ۱۹۹۴، نام " آلانیا» رسماً به عنوان جمهوری اوستیای شمالی-آلانیا اضافه شد.